# За сигаретами
«За сигаретами» (фр. Elle s'en va) — французская комедийная драма 2013 года с Катрин Денёв в главной роли. Фильм в стиле роуд-муви (прямой перевод — «Она уходит») снят режиссёром Эмманюэль Берко. «За сигаретами» закрывал конкурсную программу 63-го Берлинского кинофестиваля.

## Сюжет
Бетти (Катрин Денёв) чуть за 60, она не очень успешно управляет рестораном в маленьком городке в Бретани, влезая в долги. Недавно расставшись с любовью всей жизни, она вынуждена вернуться в дом к деспотичной матери и по вечерам перебрасываться с ней колкостями. Расстроенная этими обстоятельствами, Бетти срывается и едет за сигаретами. Тут-то и начинается трогательное и ироничное роуд-муви о том, что в 60 жизнь только начинается.

## Создание
Режиссёр и сценарист Эмманюэль Берко говорит, что тема крутого изменения жизни в «золотом» возрасте волновала её давно.
«Когда тебе 30 или 40, изменить свою жизнь довольно просто. Но, когда тебе 60, это уже гораздо сложнее, — говорит режиссер. — Множество дверей уже закрыто, возможности упущены, а новые не возникают. С самого юного возраста меня всегда волновала эта проблема. И до самых тех пор, пока я не начала работать над своим фильмом, мои мысли были далеки от оптимистичных. „За сигаретами“ — это картина о вопросах, беспокоящих лично меня. Наверное, я написала его, чтобы переубедить себя и дать другим надежду на лучшее».
Эмманюэль Берко писала сценарий фильма специально для Катрин Денев. Ее персонаж не сразу раскрывается перед зрителем. Почему у нее испортились отношения с дочерью? Из-за чего она отказалась в 19 лет участвовать в финале конкурса «Мисс Франция»? Удастся ли ей наладить отношения с капризным внуком, который ее почти не помнит и побаивается? Наконец, избавится ли она от контролирующей ее во всем матери? Из обрывков разговоров со случайными знакомыми складывается образ доброй, ранимой, но в то же время в меру эгоистичной женщины, часто идущей на поводу у своих чувств.
Катрин Денёв понравился оптимистичный настрой сценария.
«Старение не дается женщине просто, и актрисам тоже тяжело стареть. Но не нужно зацикливаться на этом. Можно научиться с этим жить. Есть дома престарелых, где люди влюбляются и играют свадьбу и в 75 лет. Такие истории происходят постоянно», — объясняет актриса.

## В ролях
| Актёр          | Роль              |
| -------------- | ----------------- |
| Катрин Денёв   | Бетти             |
| Немо Шиффман   | Шалли             |
| Жерар Гаруст   | Ален              |
| Камий          | Мюриэль           |
| Клод Жансак    | Анни              |
| Поль Ами       | Марко             |
| Милен Демонжо  | Фанфан            |
| Афсия Эрзи     | Жинни             |
| Эвелин Леклерк | Мисс Шампань 1969 |
| Валери Лагранж | Мисс Франции 1969 |
| Валентин Гийом | Эрван             |